# São Silvestre
Pour Corrida de São Silvestre à São Paulo, voir Corrida de la Saint-Sylvestre.
São Silvestre est une paroisse civile portugaise (en portugais : freguesia) de la municipalité de Coimbra dans le district du même nom.

## Géographie
La paroisse de São Silvestre est située sur la rive nord du Mondego, entre São João do Campo et São Martinho de Árvore e Lamarosa, à l'ouest du centre de Coimbra.

## Démographie
Lors du recensement de 2021, São Silvestre compte 2 794 habitants.